# Alchemilla anceps
Alchemilla anceps är en rosväxtart som beskrevs av A. Plocek. Alchemilla anceps ingår i släktet daggkåpor, och familjen rosväxter. Inga underarter finns listade i Catalogue of Life.